# Alchemilla stichotricha
Alchemilla stichotricha är en rosväxtart som beskrevs av Sergei Vasilievich Juzepczuk. Alchemilla stichotricha ingår i släktet daggkåpor, och familjen rosväxter. Inga underarter finns listade i Catalogue of Life.